# Anomala megalops
Anomala megalops är en skalbaggsart som beskrevs av Bates 1888. Anomala megalops ingår i släktet Anomala och familjen Rutelidae. Inga underarter finns listade i Catalogue of Life.